# Eugnamptus apicipennis
Eugnamptus apicipennis là một loài bọ cánh cứng trong họ Rhynchitidae. Loài này được Voss miêu tả khoa học năm 1961.